# Morti nel 1253
| Questa pagina contiene informazioni ricavate automaticamente dalle voci biografiche con l'ausilio del template Bio e di un bot. L'aggiornamento è periodico e automatico e ricostruisce completamente la pagina. Se manca una persona in questa lista, sei pregato di non aggiungerla, ma accertati piuttosto che la sua voce biografica contenga il template Bio e che i dati anagrafici siano correttamente compilati. Se il template Bio manca, inseriscilo tu stesso o, in alternativa, metti l'avviso {{tmp\|Bio}} che ne segnala la mancanza. Se i dati riportati sono sbagliati, correggi direttamente la voce biografica; le modifiche saranno visibili in questa lista entro pochi giorni. Per chiarimenti vedi il progetto biografie. La lista contiene solo le 24 persone che sono citate nell'enciclopedia e per le quali è stato implementato correttamente il template Bio. Pagina aggiornata al 13 gen 2025. |

- 1º gennaio - Marino Morosini, doge
- 18 gennaio - Enrico I di Cipro, sovrano cipriota (n. 1218)
- 12 marzo - Fina da San Gimignano, santa italiana (n. 1238)
- 3 aprile - Riccardo di Chichester, vescovo cattolico britannico (n. 1197)
- 22 aprile - Elia da Cortona, francescano e politico italiano (n. 1178)
- 26 aprile - David de Bernham, vescovo cattolico scozzese
- 25 maggio - Pietro da Collemezzo, cardinale e arcivescovo cattolico italiano
- 3 giugno - Margaret de Newburg, contessa britannica
- 12 giugno - Bonifacio II degli Aleramici, sovrano italiano
- 8 luglio - Tebaldo I di Navarra, re (n. 1201)
- 13 luglio - Amedeo IV di Savoia, nobile (n. 1197)
- 22 luglio - Alberto III di Tirolo, nobile (n. 1180)
- 11 agosto - Chiara d'Assisi, religiosa italiana (n. 1194)
- 28 agosto - Eihei Dōgen, monaco buddhista giapponese (n. 1200)
- 23 settembre - Venceslao I di Boemia, re (n. 1205)
- 9 ottobre - Roberto Grossatesta, teologo, scienziato e vescovo cattolico inglese (n. 1175)
- 18 ottobre - Azzone da Torbiato, vescovo cattolico italiano
- 16 novembre - Agnese d'Assisi, badessa italiana (n. 1197)
- 19 novembre - Giacomo da Castell'Arquato, cardinale italiano
- 29 novembre - Ottone II di Baviera, duca (n. 1206)
- Arnaut Catalan, trovatore francese (n. 1219)
- Enrico Carlotto di Sicilia (n. 1238)
- Teodoro I d'Epiro
- Vitale, arcivescovo cattolico italiano